# 마시모 부사카
마시모 부사카(Massimo Busacca, 1969년 2월 6일 ~ )는 스위스의 축구 전 심판으로, 회사원을 겸하고 있다.
그는 1990년에 축구 심판으로 활동하기 시작했으며, 1996년에 스위스 슈퍼리그 주심으로 활동하기 시작했다. 이후 1999년에 국제 축구 연맹으로부터 국제 심판 자격을 취득했다.
그는 2006년 FIFA 월드컵에서 스페인과 우크라이나, 스웨덴과 잉글랜드의 조별 예선 두 경기, 아르헨티나와 멕시코의 16강전 경기의 주심을 맡았으며, UEFA 유로 2008에서 그리스와 스웨덴, 네덜란드와 루마니아의 조별 예선 두 경기, 독일과 터키의 준결승전 경기의 주심을 맡았다. 이후 UEFA컵 2006-07에서 에스파뇰과 세비야의 결승전 경기의 주심을 맡았으며, UEFA 챔피언스리그 2008-09에서 바르셀로나와 맨체스터 유나이티드의 결승전 경기의 주심을 맡았다.
또한 그는 2009년 FIFA 컨페더레이션스컵에서 미국과 브라질의 조별 예선 경기, 브라질과 남아프리카 공화국의 준결승전 경기의 주심을 맡았으며, 2010년 FIFA 월드컵에서 남아프리카 공화국과 우루과이의 조별 예선 경기의 주심을 맡기도 했다.
현재 국제축구연맹 심판위원장을 맡고 있다.